# Dominik Klein
Dominik Klein (Miltenberg, 1983. december 16. –) német kézilabdázó, a THW Kiel 190 cm magas és 86 kg-os balszélsője. Beceneve "Mini", illetve "Domi".

## Életútja
Dominik pályafutását a TUSPO Obernburg csapatánál kezdte, majd onnan 2002-ben a TV Großwallstadt-hoz, 2003-ban pedig a SG Wallau-Massenheim-hoz igazolt. A THW Kiel már 2003-ban érdeklődött iránta, de végül csak 2006-tól lett a csapat tagja. A Kiellel a 2006/07-es szezonban elnyertek minden német trófeát, valamint a Bajnokok Ligáját.
Válogatott játékosként 2005. június 5-én lépett először pályára Raananában, Izraelben az izraeli válogatott ellen. Eddigi legnagyobb sikere a válogatottal a 2007-es világbajnoki cím elnyerése volt.

## Eddigi csapatai
- TuSpo Obernburg -2002
- TV Großwallstadt 2002–2003
- SG Wallau-Massenheim 2003-2005
- TV Großwallstadt 2005–2006
- THW Kiel 2006-

## Sikerei
- Bajnokok Ligája győztes: 2007, 2010, 2012
- Világbajnokság: 1. hely: 2007, 5. hely: 2009
- Európa-bajnokság: 5. hely: 2006, 4. hely: 2008
- Német Bajnok: 2007, 2008, 2009, 2010, 2012
- Német Kupagyőztes: 2007, 2008, 2009, 2011, 2012
- Super-Globe győztes: 2011
- Szuper - kupa győztes: 2007, 2008, 2011
- Champions-Trophy győztes: 2007